# Зарічне (Костанайський район)
Зарі́чне (каз. Заречный) — село у складі Костанайського району Костанайської області Казахстану. Адміністративний центр Зарічного сільського округу.
Населення — 10703 особи (2021; 5804 у 2009, 5426 у 1999, 6139 у 1989).
У радянські часи село називалось Зарічний.